# Emmanuel Soudieux
Emmanuel Soudieux (* 30. Juli 1919 in Lüttich; † 23. Oktober 2006) war ein französischer Jazz-Bassist.

## Leben und Wirken
Emmanuel Soudieux arbeitete zunächst in Musette- und Tangoorchestern. Er wurde bekannt durch seine jangjährige Mitgliedschaft im Quintette du Hot Club de France; seit 1938 spielte er in der Band von Django Reinhardt und Stephane Grappelli: am 21. März 1939 wirkte er erstmals an Aufnahmen mit (Jeepers Creepers, Swing 39 und Hungaria). Soudieux spielte dann mit Unterbrechungen bis 1947 mit Reinhardt, wie auch bei dessen Blue Star Sessions; bei der letzten Session für "Swing" mit dem Gitarristen entstanden im November 1947 die Titel Peche à la Mouche, Belleville und Manoir de mes Rêves. Über Reinhardt sagte Soudieux einmal: »Django, il était la musique fait l’homme«, er war Mensch gewordene Musik.
In der Band von Jacques Diéval trat er beim Festival International 1949 de Jazz im Salle Pleyel auf; 1950 spielte er im Trio von Doc Cheatham und Diéval und begleitete mit ihnen die Sängerin Eartha Kitt. In den späten 1950er Jahren arbeitete er mit Hubert Rostaing und Henri Crolla.
Der Schriftsteller Boris Vian zählte Soudieux neben Lucien Simoën, der ebenfalls mit Django Reinhardt arbeitete, zu den besten Bassisten der unmittelbaren französischen Nachkriegszeit.
Noch als 85-Jähriger erzählte er dem Django Reinhardt Biographen Michael Dregni von seiner Zeit im Quintett. Er wohnte zuletzt in Montparnasse.